# Języki na-dene

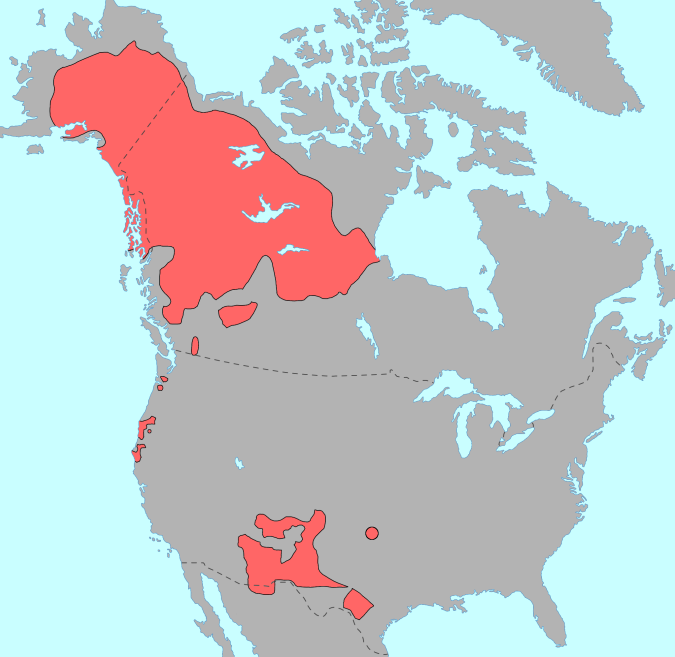
Języki na-dene

Języki na-dene – jedna z większych rodzin języków rdzennej ludności Ameryki Północnej. Zalicza się do niej języki atapaskańskie, język tlingit (południowo-zachodnia Alaska) i język eyak. Dawniej do rodziny tej zaliczano też język haida, obecnie jednak został z niej przez większość lingwistów wykluczony. Językami grupy atapasko mówią m.in. Indianie Nawaho i Apacze. Według hipotezy Merritt Ruhlena, spokrewnione z językami na-dene w ramach rodziny dene-jenisejskiej są języki jenisejskie.
Rodzina na-dene dzieli się na następujące języki:
- tlingit
- eyak-atapasko
  - eyak (Alaska – do 2008 dożyła tylko jedna osoba mówiąca tym językiem)
  - atapaskańskie
    - południowe (np. nawaho, język Mescalero)
    - północne (np. dene sųłiné, gwiczin)
    - pacyficzne (np. hupa)